# Reichstagswahlkreis Königreich Württemberg 11

Die Wahlkreisaufteilung des Deutschen Reichs.

Der Reichstagswahlkreis Königreich Württemberg 11 (in der reichsweiten Durchnummerierung auch Reichstagswahlkreis 318; auch Reichstagswahlkreis Hall–Öhringen genannt) war der elfte Reichstagswahlkreis für das Königreich Württemberg für die Reichstagswahlen im Deutschen Reich und zum Zollparlament von 1868 bis 1918.

## Wahlkreiszuschnitt 1868
Bei der Zollparlamentswahl 1868 umfasste der Wahlkreis Königreich Württemberg 10 die Oberämter Hall, Backnang, Marbach und Vaihingen.

## Wahlkreiszuschnitt ab 1871
Der Wahlkreis umfasste die Oberämter Hall, Backnang, Öhringen und Weinsberg.
| Jahr | Einwohner |
| ---- | --------- |
| 1890 | 114.784   |
| 1895 | 112.451   |
| 1900 | 110.345   |
| 1905 | 110.841   |
| 1910 | 110.403   |

|      | Landwirtschaft | Industrie und Gewerbe | Handel und Dienstleistungen |
| ---- | -------------- | --------------------- | --------------------------- |
| 1895 | 67,4           | 23,6                  | 9,1                         |
| 1907 | 64,0           | 25,2                  | 10,8                        |

|      | Evangelisch | Katholisch |
| ---- | ----------- | ---------- |
| 1890 | 94,6        | 3,8        |
| 1905 | 94,1        | 4,2        |
| 1910 | 94,1        | 4,3        |

In Württemberg trat die NLP als Deutsche Partei auf. Die amtliche Statistik führte die Abgeordneten zur Vergleichbarkeit mit den Wahlergebnissen in anderen Teilen Deutschlands als NLP, auch waren die württembergischen Reichstagsabgeordneten Mitglieder der Reichstagsfraktion der NLP. Die Darstellung in diesem Artikel folgt dem. Aufgrund der protestantischen Prägung des Wahlkreises spielte die Württembergische Zentrumspartei keine große Rolle.

## Abgeordnete
| Wahl                                     | Abgeordneter       | Partei             | Bild |
| ---------------------------------------- | ------------------ | ------------------ | ---- |
| Zollparlamentswahl 1868 bis 1871 (WK 11) | August Oesterlen   | DtVP               | 0    |
| Reichstagswahl 1871 bis 1874             | Franz von Weber    | NLP                | 0    |
| Ersatzwahl 1874 bis 1877                 | Richard Hintrager  | Fraktionslos, Lib. | 0    |
| Reichstagswahl 1877 bis 1884             | Gustav von Bühler  | DRP, DtVP          | 0    |
| Reichstagswahl 1884 bis 1891             | Julius Leemann     | NLP                |      |
| Ersatzwahl 1891 bis 1898                 | Friedrich Hartmann | DtVP               |      |
| Reichstagswahl 1898 bis 1903             | Leonhard Hoffmann  | DtVP               | 0    |
| Reichstagswahl 1903 bis 1918             | Wilhelm Vogt       | BdL                |      |

## Wahlen

### 1868
Es fand ein Wahlgang statt. Die Zahl der abgegebenen gültigen Stimmen betrug 10.756, 53 Stimmen waren ungültig.
| Kandidat         | Partei | Stimmen | in % | Anmerkungen |
| ---------------- | ------ | ------- | ---- | ----------- |
| August Oesterlen | V      | 9104    | 0    | 0           |

### 1871
Es fand ein Wahlgang statt. 21.710 Männer waren wahlberechtigt. Die Zahl der abgegebenen gültigen Stimmen betrug 9546, 54 Stimmen waren ungültig. Die Wahlbeteiligung betrug 44,2 %
| Kandidat        | Partei   | Stimmen | in % | Anmerkungen |
| --------------- | -------- | ------- | ---- | ----------- |
| Franz von Weber | NLP      | 9491    | 0    | 0           |
| 0               | Sonstige | 33      | 0    | 0           |

### 1874
Es fand ein Wahlgang statt. 22.270 Männer waren wahlberechtigt. Die Zahl der abgegebenen gültigen Stimmen betrug 9640, 27 Stimmen waren ungültig. Die Wahlbeteiligung betrug 34,4 %
| Kandidat        | Partei   | Stimmen | in % | Anmerkungen |
| --------------- | -------- | ------- | ---- | ----------- |
| Franz von Weber | NLP      | 9578    | 0    | 0           |
| 0               | Sonstige | 62      | 0    | 0           |

### Ersatzwahl 1874
Franz von Weber starb am 3. November 1874 und es kam zu einer Ersatzwahl am 2. Dezember 1874. Es fand ein Wahlgang statt. 22.270 Männer waren wahlberechtigt. Die Zahl der abgegebenen gültigen Stimmen betrug 6827, 21 Stimmen waren ungültig. Die Wahlbeteiligung betrug 30,8 %
| Kandidat          | Partei             | Stimmen | in % | Anmerkungen |
| ----------------- | ------------------ | ------- | ---- | ----------- |
| Richard Hintrager | Fraktionslos, Lib. | 6270    | 0    | 0           |
| 0                 | Sonstige           | 359     | 0    | 0           |

### 1877
Es fand ein Wahlgang statt. 22.502 Männer waren wahlberechtigt. Die Zahl der abgegebenen gültigen Stimmen betrug 12.825, 74 Stimmen waren ungültig. Die Wahlbeteiligung betrug 37,3 %
| Kandidat          | Partei   | Stimmen | in % | Anmerkungen |
| ----------------- | -------- | ------- | ---- | ----------- |
| Gustav von Bühler | DRP      | 9074    | 0    | 0           |
| Eduard Pfeiffer   | NLP      | 3257    | 0    | 0           |
| 0                 | S        | 254     | 0    | 0           |
| 0                 | Zentrum  | 36      | 0    | 0           |
| 0                 | Sonstige | 57      | 0    | 0           |

### 1878
Es fand ein Wahlgang statt. 23.012 Männer waren wahlberechtigt. Die Zahl der abgegebenen gültigen Stimmen betrug 13.787, 38 Stimmen waren ungültig. Die Wahlbeteiligung betrug 60,1 %
| Kandidat          | Partei   | Stimmen | in % | Anmerkungen |
| ----------------- | -------- | ------- | ---- | ----------- |
| Gustav von Bühler | DRP      | 7635    | 0    | 0           |
| Dr. Götz          | NLP      | 3743    | 0    | 0           |
| Julius Vahlteich  | S        | 274     | 0    | 0           |
| 0                 | Zentrum  | 130     | 0    | 0           |
| 0                 | Sonstige | 5       | 0    | 0           |

### 1881
Es fand ein Wahlgang statt. 22.655 Männer waren wahlberechtigt. Die Zahl der abgegebenen gültigen Stimmen betrug 12.260, 65 Stimmen waren ungültig. Die Wahlbeteiligung betrug 54,4 %
| Kandidat          | Partei   | Stimmen | in % | Anmerkungen |
| ----------------- | -------- | ------- | ---- | ----------- |
| Gustav von Bühler | V        | 7635    | 0    | 0           |
| Strodtbeck        | K        | 5138    | 0    | Gutspächter |
| August Bebel      | S        | 142     | 0    | 0           |
| Ludwig Windthorst | Zentrum  | 35      | 0    | 0           |
| 0                 | Sonstige | 12      | 0    | 0           |

### 1884
Es fand ein Wahlgang statt. 22.085 Männer waren wahlberechtigt. Die Zahl der abgegebenen gültigen Stimmen betrug 13.247, 31 Stimmen waren ungültig. Die Wahlbeteiligung betrug 60,1 %
| Kandidat       | Partei   | Stimmen | in % | Anmerkungen |
| -------------- | -------- | ------- | ---- | ----------- |
| Julius Leemann | NLP      | 6850    | 0    | 0           |
| 0              | V        | 6307    | 0    | 0           |
| 0              | S        | 84      | 0    | 0           |
| 0              | Sonstige | 6       | 0    | 0           |

### 1887
Es fand ein Wahlgang statt. 22.816 Männer waren wahlberechtigt. Die Zahl der abgegebenen gültigen Stimmen betrug 15.015, 174 Stimmen waren ungültig. Die Wahlbeteiligung betrug 66,6 %
| Kandidat       | Partei   | Stimmen | in % | Anmerkungen |
| -------------- | -------- | ------- | ---- | ----------- |
| Julius Leemann | NLP      | 14.115  | 0    | 0           |
| 0              | V        | 70      | 0    | 0           |
| 0              | Zentrum  | 261     | 0    | 0           |
| 0              | S        | 484     | 0    | 0           |
| 0              | S        | 28      | 0    | 0           |
| 0              | Sonstige | 57      | 0    | 0           |

### 1890
Es fand ein Wahlgang statt. 22.943 Männer waren wahlberechtigt. Die Zahl der abgegebenen gültigen Stimmen betrug 16.286, 27 Stimmen waren ungültig. Die Wahlbeteiligung betrug 71,0 %
| Kandidat                              | Partei   | Stimmen | in %   | Anmerkungen              |
| ------------------------------------- | -------- | ------- | ------ | ------------------------ |
| Julius Oskar Galle                    | DVP      | 5783    | 35,6 % | 0                        |
| Julius Leemann                        | NLP      | 9322    | 57,3 % | 0                        |
| Christoph Schwendt                    | S        | 872     | 5,4 %  | Sägemühlenbesitzer, Hall |
| Heinrich Adelmann von Adelmannsfelden | Zentrum  | 275     | 1,7 %  | 0                        |
| 0                                     | Sonstige | 7       | 0      | 0                        |

### Ersatzwahl 1891
Es fand ein Wahlgang statt. 23.131 Männer waren wahlberechtigt. Die Zahl der abgegebenen gültigen Stimmen betrug 9605, 124 Stimmen waren ungültig. Die Wahlbeteiligung betrug 41,5 %
| Kandidat             | Partei   | Stimmen | in %   | Anmerkungen                    |
| -------------------- | -------- | ------- | ------ | ------------------------------ |
| Friedrich Hartmann   | DVP      | 7771    | 82,0 % | 0                              |
| Julius Leemann       | NLP      | 67      | 0,7 %  | 0                              |
| Alfred Agster        | S        | 1184    | 12,5 % | 0                              |
| Johann Baptist Keine | Zentrum  | 363     | 3,8 %  | Dr. Landgerichtspräsident Hall |
| 0                    | Sonstige | 96      | 1,0 %  | 0                              |

### 1893
Es fand ein Wahlgang statt. 23.655 Männer waren wahlberechtigt. Die Zahl der abgegebenen gültigen Stimmen betrug 15.971, 38 Stimmen waren ungültig. Die Wahlbeteiligung betrug 67,5 %
| Kandidat             | Partei   | Stimmen | in %   | Anmerkungen                  |
| -------------------- | -------- | ------- | ------ | ---------------------------- |
| Friedrich Hartmann   | DVP      | 9938    | 62,3 % | 0                            |
| Christian Mühlhauser | NLP      | 4810    | 30,2 % | Landesökonomierat, Weinsberg |
| Alfred Agster        | S        | 890     | 5,6 %  | 0                            |
| Johann Baptist Keine | Zentrum  | 283     | 1,8 %  | 0                            |
| 0                    | Sonstige | 12      | 0,1 %  | 0                            |

### 1898
Es fanden zwei Wahlgänge statt. 24.054 Männer waren wahlberechtigt. Die Zahl der abgegebenen gültigen Stimmen betrug im ersten Wahlgang 14.740, 26 Stimmen waren ungültig. Die Wahlbeteiligung betrug 61,3 %
| Kandidat          | Partei   | Stimmen | in %   | Anmerkungen                        |
| ----------------- | -------- | ------- | ------ | ---------------------------------- |
| Michael Frank     | BdL      | 6745    | 45,8 % | Landwirt und Wirt, Oberaspach/Hall |
| Leonhard Hoffmann | DVP      | 5616    | 38,2 % | 0                                  |
| Wilhelm Seyther   | S        | 1929    | 13,1 % | Buchhändler, Stuttgart             |
| Adolf Gröber      | Zentrum  | 398     | 2,7 %  | 0                                  |
| 0                 | Sonstige | 26      | 0,2 %  | 0                                  |

Die Zahl der abgegebenen gültigen Stimmen betrug in der Stichwahl 18.012, 31 Stimmen waren ungültig. Die Wahlbeteiligung betrug 74,9 %
| Kandidat          | Partei | Stimmen | in %   | Anmerkungen |
| ----------------- | ------ | ------- | ------ | ----------- |
| Michael Frank     | BdL    | 8754    | 48,7 % | 0           |
| Leonhard Hoffmann | DVP    | 9227    | 51,3 % | 0           |

### 1903
Es fand ein Wahlgang statt. 24.679 Männer waren wahlberechtigt. Die Zahl der abgegebenen gültigen Stimmen betrug 18.182, 41 Stimmen waren ungültig. Die Wahlbeteiligung betrug 73,7 %
| Kandidat     | Partei   | Stimmen | in %   | Anmerkungen               |
| ------------ | -------- | ------- | ------ | ------------------------- |
| Wilhelm Vogt | BdL      | 9283    | 51,2 % | 0                         |
| Losch        | NLP      | 4793    | 26,4 % | Dr., Finanzrat, Stuttgart |
| Karl Krüger  | S        | 3648    | 20,1 % | 0                         |
| Adolf Gröber | Zentrum  | 412     | 2,3 %  | 0                         |
| 0            | Sonstige | 5       | 0,0 %  | 0                         |

### 1907
Es fand ein Wahlgang statt. 25.070 Männer waren wahlberechtigt. Die Zahl der abgegebenen gültigen Stimmen betrug 18.367, 48 Stimmen waren ungültig. Die Wahlbeteiligung betrug 73,3 %
| Kandidat     | Partei   | Stimmen | in %   | Anmerkungen |
| ------------ | -------- | ------- | ------ | ----------- |
| Wilhelm Vogt | BdL      | 10.450  | 57,0 % | 0           |
| Carl Betz    | DVP      | 4528    | 24,7 % | 0           |
| Karl Krüger  | S        | 2947    | 16,1 % | 0           |
| Adolf Gröber | Zentrum  | 379     | 2,1 %  | 0           |
| 0            | Sonstige | 15      | 0,1 %  | 0           |

### 1912
Es fanden zwei Wahlgänge statt. 25.350 Männer waren wahlberechtigt. Die Zahl der abgegebenen gültigen Stimmen betrug im ersten Wahlgang 21.018, 44 Stimmen waren ungültig. Die Wahlbeteiligung betrug 82,9 %
| Kandidat           | Partei   | Stimmen | in %   | Anmerkungen                                   |
| ------------------ | -------- | ------- | ------ | --------------------------------------------- |
| Wilhelm Vogt       | BdL      | 9658    | 46,0 % | 0                                             |
| Johann Schock      | FoVP     | 6498    | 31,0 % | Gutsbesitzer, Münster/Gaildorf                |
| Wilhelm Erlenbusch | S        | 4808    | 22,9 % | Geschäftsführer des Konsumvereins in Backnang |
| 0                  | Sonstige | 10      | 0,1 %  | 0                                             |

Die Zahl der abgegebenen gültigen Stimmen betrug in der Stichwahl 22.723, 33 Stimmen waren ungültig. Die Wahlbeteiligung betrug 89,6 %
| Kandidat      | Partei | Stimmen | in %   | Anmerkungen |
| ------------- | ------ | ------- | ------ | ----------- |
| Wilhelm Vogt  | BdL    | 11.958  | 52,7 % | 0           |
| Johann Schock | FoVP   | 10.732  | 47,3 % | 0           |